# Bossey økumeniske institut
Bossey økumeniske institut er Kirkernes Verdensråds økumeniske studieinstitut uden for Geneve i Schweiz.